# Paisley (Oregon)
Paisley – miasto w Stanach Zjednoczonych, w stanie Oregon, w hrabstwie Lake.